# جيمس جينتل
جيمس كوثبيرت جينتل (بالإنجليزية: James Cuthbert Gentle)‏ الشهير باسم جيمس جينتل (بالإنجليزية: James Gentle)‏ (21 يوليو 1904 في بروكلاين، الولايات المتحدة – 22 مايو 1986 في فيلادلفيا، الولايات المتحدة) لاعب كرة قدم وغولف وجندي أمريكي راحل كان يجيد اللعب في مركز المهاجم الداخلي. مثل منتخب الولايات المتحدة في بطولة كأس العالم لكرة القدم 1930 التي أقيمت في الأوروغواي.

## وصلات خارجية
- جيمس جينتل على موقع Soccerway.com (الإنجليزية)
- جيمس جينتل على موقع عالم كرة القدم.نت (الإنجليزية)
- جيمس جينتل على موقع أوليمبيديا (الإنجليزية)

- هذا متحف كرة القدم